# Meridiano 134 W
O Meridiano 134 W é um meridiano que, partindo do Polo Norte, atravessa o Oceano Ártico, América do Norte, Oceano Pacífico, Oceano Antártico, Antártida e chega ao Polo Sul.  Forma um círculo máximo com o meridiano 46 E.
Começando no Polo Norte, o meridiano 134º Oeste tem os seguintes cruzamentos:
| País, território ou mar | Notas |
| ----------------------- | --- |
| Oceano Ártico           | |
| Mar de Beaufort         | |
| Canadá                  | Territórios do Noroeste - Ilha Richards e parte continental Yukon - cerca de 2 km Territórios do Noroeste - cerca de 8 km Yukon Colúmbia Britânica |
| Estados Unidos          | Alasca - Panhandle do Alasca (continente) e Ilha Admiralty                                                                                         |
| Frederick Sound         | |
| Estados Unidos          | Alasca - Ilha Kupreanof e Ilha Kuiu |
| Oceano Pacífico         | Passa entre a Ilha Coronation e a Ilha Warren, Alasca, Estados Unidos · Passa a oeste da Ilha Noyes, Alasca, Estados Unidos                        |
| Oceano Antártico        | |
| Antártida               | Território não reclamado |